# 古賀光雄
古賀 光雄（こが みつお、1946年 - ）は福岡県久留米市出身の公認会計士。
古賀マネージメント総研株式会社 代表取締役を務める。

## 経歴
1969年 - 伏見公認会計士事務所に入所。
1975年 - アーンスト･アンド･ウィニー会計事務所に入所。
1978年 - 等松・青木監査法人(現有限責任監査法人トーマツ)に入所。
1995年 - トーマツ コンサルティング株式会社の代表取締役に就任。
1997年 - 10月トーマツ・ベンチャーサポート株式会社の設立に伴って代表取締役に就任。
2011年 - 12月トーマツ・ベンチャーサポート株式会社を退職。
2012年 - 2月古賀マネージメント総研株式会社を設立して代表取締役に就任。

## 外部委員など
- 一般社団法人九州ニュービジネス協議会「新規事業支援委員会 副委員」
- 経済産業省「地域イノベーション創出実証研究補助事業採択審査 委員」
- 公益財団法人かごしま産業支援センター「かごしま産業おこし挑戦事業審査委員会 委員」
- 九州経済産業局中小企業支援ネットワーク事業 巡回アドバイザー
- 長崎県新事業チャレンジ応援事業に係る採択審査会 審査委員
- 財団法人熊本県企業化支援センター「投資先選定委員会 審査委員」
- 国立大学九州工業大学 経営協議会委員
- 熊本県産業政策顧問
- 元熊本大学客員教授
- 元福岡大学商学部非常勤講師
- 元経済産業省創造技術研究開発費補助金九州経済産業局審査会 審査委員
- 福岡市創業者応援団 会長
- 福岡県ベンチャーマーケット（FVM） 理事